# Doddnahalli, Kolar
Doddnahalli là một làng thuộc tehsil Kolar, huyện Kolar, bang Karnataka, Ấn Độ.